# جيم برادلي (كرة سلة)
جيم برادلي (بالإنجليزية: Jim Bradley)‏ مواليد 16 مارس 1952، كان لاعب كرة سلة أمريكي. بدأ مسيرته الاحترافية في سنة 1973. تم اختياره من قبل فريق لوس أنجلوس ليكرز خلال الدرافت. بلغ طوله 6 قدم 8 بوصة (2.0 م). اعتزل اللعب في 1979.

## روابط خارجية
- جيم برادلي على موقع سبورتس رفرنس (الإنجليزية)
- جيم برادلي على موقع كلية كرة السلة في سبورتس رفرنس.كوم (الإنجليزية)
- جيم برادلي على موقع ريلجم (الإنجليزية)
- جيم برادلي على موقع بروبوليرز (الإنجليزية)